# Scolopsis trilineata
Scolopsis trilineata är en fiskart som beskrevs av Kner, 1868. Scolopsis trilineata ingår i släktet Scolopsis och familjen Nemipteridae. Inga underarter finns listade i Catalogue of Life.